# Mingshanao
Mingshanao (kinesiska: 明沙淖, 明沙淖乡) är en socken i Kina. Den ligger i den autonoma regionen Inre Mongoliet, i den norra delen av landet, omkring 110 kilometer sydväst om regionhuvudstaden Hohhot. Antalet invånare är 21203. Befolkningen består av 9 822 kvinnor och 11 381 män. Barn under 15 år utgör 12,0 %, vuxna 15-64 år 75 %, och äldre över 65 år 11,0 %.
Genomsnittlig årsnederbörd är 605 millimeter. Den regnigaste månaden är juli, med i genomsnitt 171 mm nederbörd, och den torraste är januari, med 2 mm nederbörd.